# Grange Hill (videogioco)
Grange Hill, a volte sottotitolato The Computer Game o The Game, è un videogioco di avventura grafica tratto dalla serie televisiva britannica a tema scolastico Grange Hill, pubblicato nel 1987 per Amstrad CPC, Commodore 64 e ZX Spectrum dalla Argus Press Software. 
La versione Commodore in particolare ricevette alcune recensioni estremamente negative dalla stampa britannica, anche a causa dei numerosi bachi, mentre quelle della versione Spectrum furono nella norma.

## Trama
Il ragazzino Gonch, uno dei protagonisti della serie nel periodo di uscita del videogioco, deve recuperare il walkman che gli è stato confiscato a scuola e riportarlo a casa. Inizia l'avventura da casa alle 15:50, dopo la chiusura della scuola, e ha tempo fino a mezzanotte. Con l'aiuto del compagno Hollo, dovrà attraversare le vie del quartiere, evitando tra l'altro le insidie di uno spacciatore, e introdursi nella scuola passando da un condotto sotterraneo.

## Modalità di gioco
Lo schermo di gioco è suddiviso in due parti. In alto si ha una visuale bidimensionale di lato della scena, con accanto un inventario a icone degli oggetti trasportati. La visuale è monocromatica su Spectrum e poco colorata anche nelle altre versioni. In basso si ha una finestra con le descrizioni testuali o i dialoghi degli altri personaggi, e l'indicazione dell'ora del giorno. Il programma uscì solo con testo in inglese.
Il giocatore controlla Gonch che può camminare in orizzontale, arrampicarsi e saltare. La visuale è fissa sul luogo attuale e cambia quando Gonch raggiunge i bordi dello schermo o prende scale o altri passaggi verticali. Occasionalmente, per evitare certi ostacoli, serve anche abilità d'azione. I comandi non di movimento vengono dati tramite un menù a tendina e sono: raccogliere un oggetto, lasciare (l'inventario ha spazio limitato), esaminare, usare, prendere (da un altro personaggio), dare, parlare. Quando si vuole parlare o usare oggetti in modo particolare è necessario anche introdurre da tastiera il comando specifico, come in un'avventura testuale. Gonch viene seguito automaticamente da Hollo, ma può essere necessario aspettarlo e a volte convincerlo a continuare.
L'avventura va completata prima che l'orologio raggiunga la mezzanotte; il tempo fittizio scorre a velocità quadrupla di quello reale. Si può perdere la partita anche istantaneamente, se si compiono alcune azioni errate, e non c'è l'opzione per il salvataggio.
Il tema musicale, presente in tutte le versioni, è di David Whittaker e non è tratto da quello della serie televisiva.